# El Cuyo
Pour les articles homonymes, voir Cuyo.
El Cuyo est une localité de l'état mexicain du Yucatán, c'est un port de pêcheurs situé à l'extrémité nord-est à la limite de Quintana Roo, cette localité appartient à la municipalité de Tizimín. Elle se rencontre à l'intérieur de la réserve de la Reserva de la Biósfera Río Lagartos.la plage qui borde el cuyo s'étend sur 74 km de long.
El cuyo est l'unique endroit au Mexique où se reproduisent 30 000 flamants roses chaque année.
Les bungalows Mar y Sol furent les premières installées à el cuyo.